# Maple Leaf B.V.
Maple Leaf B.V. – holenderski producent słodyczy.
Firma Maple Leaf B.V. mająca swoją siedzibę w Amsterdamie znana była na rynku polskim głównie za sprawą gumy do żucia Donald. Gumy te były popularne w latach 80. XX wieku.